# 歐洲高等學院
歐洲研究院（European Graduate School）位於瑞士，由歐洲跨學術研究基金會創立。
歐洲研究院創立於1994年，包含三個學術研究所：哲學、藝術及批判思想研究所，科學、科技及社會研究所，藝術、醫學及社會研究所；提供學術後專業研究，並由瑞士瓦麗思大學授與學位。